# Вильморен, Луиза де
Луиза де Вильморен (фр. Louise Levêque de Vilmorin, 4 апреля 1902, Веррьер-ле-Бюиссон, департамент Эсон — 26 декабря 1969, там же) — французская писательница, поэтесса, сценаристка, хозяйка литературного салона.

## Биография
Дочь известного ботаника, появилась на свет в родовом замке. Была помолвлена с Антуаном де Сент-Экзюпери, но в 1925 вышла замуж за американца. Пара обосновалась в Лас-Вегасе, Луиза родила мужу трех дочерей. Брак распался, у Луизы были романы с Андре Мальро, немецким журналистом Фридрихом Зибургом. В 1938 она вышла замуж за венгерского аристократа и магната Пауля Палфи, разошлась с ним в 1943. Любовные отношения связывали её с Паулем Эстерхази, Даффом Купером. Много путешествовала. Дружила в Швейцарии с Садруддином Ага-ханом, художником Эмилем Шамбоном. Закончила жизнь рядом с другом своей юности Андре Мальро, в шутку называя себе Мэрилин Мальро.

## Творчество
Публиковала романы, стихи, увлекалась палиндромами и олорифмами. На её стихи писали музыку Франсис Пуленк, Жорж Орик. Как сценарист она сотрудничала с Максом Офюльсом, Марком Аллегре, Луи Маллем, Жаном Деланнуа, Орсоном Уэллсом и др. Её богатейшая переписка хранится в Национальной библиотеке Франции, Исторической библиотеке Парижа (фонд Жана Кокто), фонде Бернарда Беренсона во Флоренции.

## Признание
Литературная премия принца Монако Пьера (1955).

## Публикации на русском языке
- Жюльетта. Письмо в такси. М.:Рипол Классик, 2002
- Избранное. М.: Терра — Книжный клуб, 2002